# Särkijärvi (Tohmajärvi)

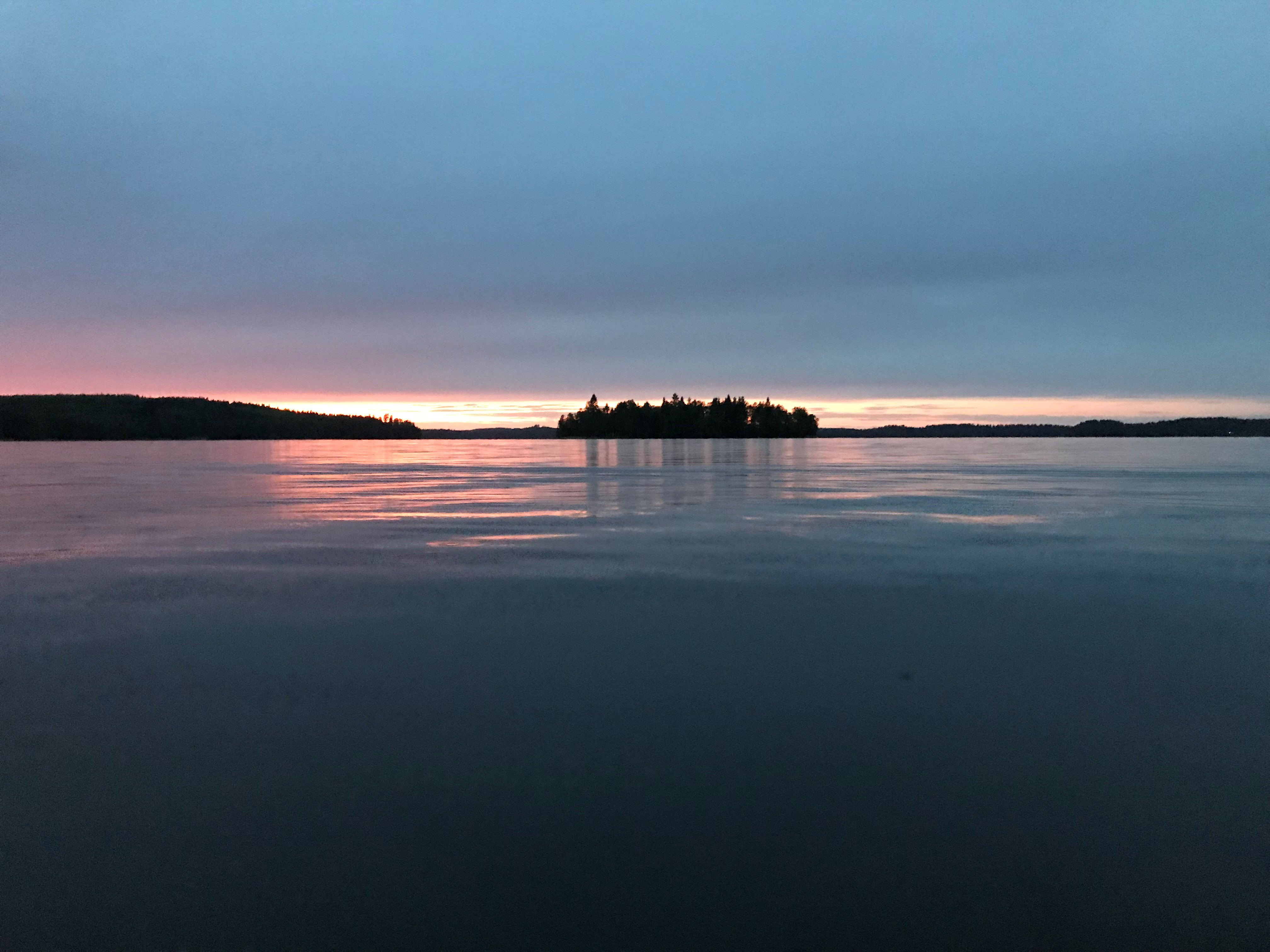

Der Särkijärvi [ˈsærkijærvi] ist ein See in der Gemeinde Tohmajärvi im Osten Finnlands.
Der See hat eine Fläche von 10,75 Quadratkilometern und liegt auf einer Höhe von 86,8 Metern über dem Meeresspiegel. Am Ostufer des Sees liegt das Dorf Tikkala. Im Westen ist der Särkijärvi durch eine Landenge vom See Suuri-Onkamo getrennt.